# Guangxu
Guangxu (Traditioneel Chinees: 光緒, Vereenvoudigd Chinees: 光绪, pinyin Guāng Xù, Wade-Giles Kuang-hsü) (Peking, 14 augustus 1871 - aldaar, 14 november 1908), oude Nederlandse spelwijze Kwang-siu, was keizer van China tijdens de Qing-dynastie van 1875 tot 1908. Zijn vader was de jongere broer van keizer Xianfeng en zijn moeder (? - 1896) de jongere zus van keizerin-weduwe Cixi.
Keizer Guangxu werd in 1875 door keizerin-weduwe Cixi op de troon gezet, toen hij nog maar een kind was. Hij volgde de toenmalige keizer Tongzhi op die in januari dat jaar overleed. Omdat deze geen opvolger had aangesteld, moesten er snel keuzes gemaakt worden. De heersende elite wilde een heel jonge keizer, zodat de keizerin-weduwe aan de macht bleef. Op die manier bleven hun privileges gewaarborgd. Cixi en Cian werden weer als co-regentessen aangewezen. Zij zouden de jonge keizer van achter een gordijn helpen met het regeren tot hij meerderjarig was. In 1881 overleed keizerin-weduwe Cian op 44-jarige leeftijd. Cixi had nu de volledige macht. In 1887 werd Guangxu op 16-jarige leeftijd officieel al meerderjarig verklaard. Zijn vader Yi Xuan (1840 - 1890) had echter aan Cixi gevraagd of zij nog enkele jaren co-regente kon blijven. In 1889 ging Cixi met pensioen. Vlak voordat Cixi met pensioen ging, regelde zij nog snel Guangxu's huwelijk. Zij huwde Guangxu uit aan zijn nicht die later de titel keizerin-weduwe Longyu zou krijgen.
In 1895 werd het voor de keizer duidelijk dat zijn rijk aan het afbrokkelen was. In de Eerste Chinees-Japanse Oorlog had Japan namelijk net China verslagen. Er waren dus hervormingen nodig.
In 1898 kwam de keizer, na een gesprek met de radicale hervormer Liang Qichao, met een reeks hervormingen. Van 11 juni tot 21 september liet hij honderddrie dagen lang edicten uitgaan, die het land in allerlei opzichten moesten hervormen, de Honderd Dagen van Hervorming. De conservatieve elite haalde Cixi daarna over de regering opnieuw op zich te nemen. Vaak wordt beweerd dat de keizerin-weduwe haar neef daarna liet opsluiten in het Zomerpaleis. In werkelijkheid stemde hij er echter mee in dat zij opnieuw het regentschap voor hem vervulde. De meeste hervormingen werden teruggedraaid.
In 1900 werden er westerlingen op klaarlichte dag gedood. Dit werd gedaan door de Boksers, rebellen die tegen de komst van de buitenlanders waren. Keizerin-weduwe Cixi steunde deze rebellen. In hetzelfde jaar moesten Cixi en Guangxu de verboden stad ontvluchten vanwege de westerse invasie in Peking. Ze zouden een aantal maanden in Xian als vluchtelingen blijven. In 1902 keerde de keizer weer terug naar Peking. De situatie veranderde niet en Guangxu bleef een gevangene van zijn eigen tante.
Moord
In 1908 stierf Guangxu en een dag later stierf Cixi. Er wordt aangenomen dat Cixi niet wilde dat Guangxu na haar dood opnieuw een hervormingspoging zou wagen en dat ze er daarom voor gezorgd heeft dat hij vóór haar stierf, waarschijnlijk door het gebruik van arseen. Wetenschappelijk onderbouwde onderzoeken bevestigen dit.
Guangxu werd opgevolgd door kind-keizer Xuantong, beter bekend als Puyi, de laatste keizer, ook al benoemd door Cixi.

## Harem
- Keizerin Xiao Ting Jing (1868 - 1913) was keizer Guangxu's keizerin. Zij werd na de dood van Guangxu vereerd met de titel keizerin-weduwe Longyu.
- Gemalin Jin (1874 - 1924) kwam van de Mantsjoe Tatala stam.
- Gemalin Zhen (1876 - 1900) kwam van de Mantsjoe Tatala stam. Gezegd wordt dat zij in 1900 in een put verdronk op orders van keizerin-weduwe Cixi.